# Indian Opinion

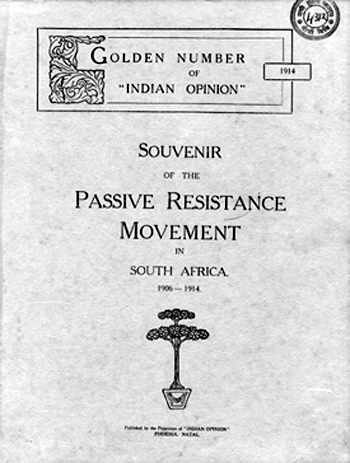
Indian Opinion.

El Indian Opinion fue un periódico fundado por el líder indio Mahatma Gandhi. Se convirtió en una importante herramienta en el movimiento político conducido por Gandhi y el Congreso Nacional de la India en la lucha contra la discriminación racial y los derechos civiles de la comunidad hindú en Sudáfrica